# Tušilović
 Tušilović  falu Horvátországban, Károlyváros megyében. Közigazgatásilag Károlyvároshoz tartozik.

## Fekvése
Károlyvárostól 12 km-re délkeletre, a Dobra jobb partján fekszik.

## Története
Tušilović a Kodrun egyik legjelentősebb, egykor szerb többségű  települése volt, ortodox parókia székhelye. Szent Illés próféta tiszteletére szentelt szerb pravoszláv templomának építési ideje ismeretlen, a második világháborúban égett le. Csak romjai maradtak. A településnek 1857-ben 348, 1910-ben 390 lakosa volt. A trianoni békeszerződésig Modrus-Fiume vármegye Vojnići járásához tartozott. A honvédő háború idején 1991-ben a Krajinai Szerb Köztársasághoz csatolták, majd a horvátok Vihar (Oluja) hadművelete során szerb lakosságának többsége elmenekült. Helyükre 1995 augusztusában boszniai horvát családok érkeztek. Ennek köszönhetően lakosságának száma az utóbbi évtizedekben dinamikusan nőtt. 2011-ben már 672-en lakták. 2011. szeptember 30-án a településen új katolikus templom alapkövét rakta le Vlado Košić sziszeki püspök, így a falunak 460 év után újra lesz katolikus temploma.

## Lakosság
| Lakosság változása | Lakosság változása | Lakosság változása | Lakosság változása | Lakosság változása | Lakosság változása | Lakosság változása | Lakosság változása | Lakosság változása | Lakosság változása | Lakosság változása | Lakosság változása | Lakosság változása | Lakosság változása | Lakosság változása | Lakosság változása |
| ------------------ | ------------------ | ------------------ | ------------------ | ------------------ | ------------------ | ------------------ | ------------------ | ------------------ | ------------------ | ------------------ | ------------------ | ------------------ | ------------------ | ------------------ | ------------------ |
| 1857               | 1869               | 1880               | 1890               | 1900               | 1910               | 1921               | 1931               | 1948               | 1953               | 1961               | 1971               | 1981               | 1991               | 2001               | 2011               |
| 348                | 374                | 379                | 411                | 426                | 390                | 383                | 479                | 397                | 388                | 382                | 333                | 380                | 396                | 511                | 672                |

## Nevezetességei
- Szent Illés próféta tiszteletére szentelt egykori pravoszláv templomának romjai.
- A Szent Illés katolikus templom alapkövét 2011-ben rakták le, jelenleg építés alatt áll.